# Emily Campbell
Emily Jade Campbell (ur. 6 maja 1994 w Nottingham) – brytyjska sztangistka, srebrna i brązowa  medalistka igrzysk olimpijskich, srebrna i brązowa medalistka mistrzostw świata i wielokrotna medalistka mistrzostw Europy.

## Kariera
W 2018 zdobyła brązowy medal igrzysk Wspólnoty Narodów w Gold Coast. W 2019 wywalczyła srebrny krążek mistrzostw Europy, które rozegrano w Batumi, dwa lata później zaś w tej samej imprezie sportowej rozegranej w Moskwie sięgnęła po złoty medal mistrzostw.
W 2021 roku na igrzyskach olimpijskich w Tokio wywalczyła srebrny medal w wadze superciężkiej. W zawodach tych rozdzieliła na podium Chinkę Li Wenwen i Sarę Robles z USA. Na mistrzostwach świata w Taszkencie uzyskała w dwuboju wynik 278 kg i otrzymała brązowy medal.